# Avenida Río de Janeiro (Caracas)
Avenida Río de Janeiro es el nombre que recibe una arteria vial localizada en el área Metropolitana de la ciudad de Caracas al este del Distrito Metropolitano en jurisdicción del Estado Miranda (Municipios Baruta y Sucre) al centro norte del país sudamericano de Venezuela. Recibe ese nombre por la ciudad brasileña de Río de Janeiro.

## Descripción

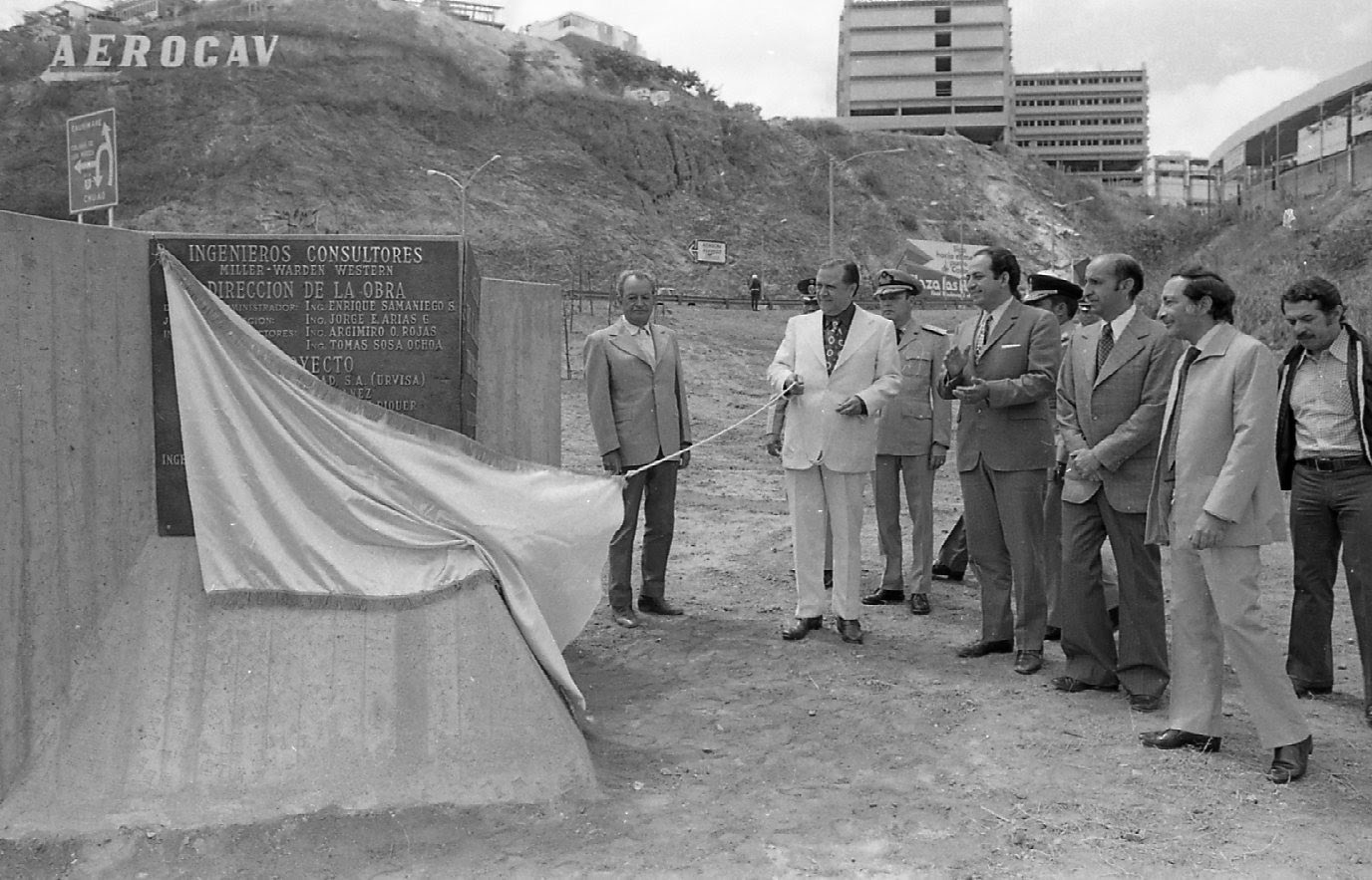
Inauguración de la Avenida Río de Janeiro por parte del presidente Rafael Caldera, el 10 de marzo de 1974.

Se trata de una vía que está muy cerca al curso del río Guaire y conecta la Avenida Principal de Bello Monte y la Avenida Principal de Las Mercedes con la Calle Federación y la Avenida Tamanaco. En su recorrido también está vinculada a la Calle Las Brisas, la Autopista Francisco Fajardo, la Avenida Horacio Lemoine, la Avenida Principal de Caurimare, la Avenida Araure, la Calle Santa Fe, la Calle Roraima, la Glorieta, la Avenida La Guairita, la Avenida La Estancia, la Autopista Prados del Este, Avenida Veracruz, Avenida Caroní, Calle Nueva York, Avenida La Trinidad, Calle Mucuchíes, Calle Monterrey, Avenida Jalisco, la Avenida José Lazo Martí, entre otras.
En sus alrededores destacan el Centro Comercial las Mercedes, el Centro Comercial Río, las Residencias Veracruz, la futura estación de Metro Chuao, la Urbanización La Estancia de Chuao, la Clínica Salvador Allende, la Urbanización Lomas de las Mercedes, el Hotel Eurobuilding, la clínica Rescarven, las Residencias Imataca, el distribuidor Chuao, el Parque de Chuao Número 2, la Embajada de Cuba en Venezuela, la Base Aérea La Carlota, la Policlínica Metropolitana, Fundana, las Residencias las Clavelinas, el Hospital Domingo Luciani y el Puente Baloa.